# Squash-Mannschaftseuropameisterschaft 1987
Die Mannschaftseuropameisterschaften der Herren und Damen 1987 im Squash fanden vom 22. bis 26. März 1987 bei den Herren und vom 18. bis 22. März 1987 bei den Damen in der österreichischen Hauptstadt Wien statt. Insgesamt traten 22 Mannschaften bei den Herren und 16 Mannschaften bei den Damen an. Bei den Herren handelte es sich um die 15. Auflage der Meisterschaft, bei den Damen um die 10. Austragung.
Bei den Herren und Damen gewann wie schon in den Vorjahren der Titelverteidiger aus England. Die Herrenmannschaft um Geoff Williams, Bryan Beeson, Martin Bodimeade, Jamie Hickox und Neil Harvey besiegte im Finale Schweden mit 4:1, dessen Aufgebot aus Jan-Ulf Söderberg, Fredrik Johnson, Anders Wahlstedt, Jonas Görnerup und Björn Almström bestand. Bei den Damen besiegten Lisa Opie, Martine Le Moignan und Suzanne Burgess ihre irischen Konkurrentinnen Rebecca Best, Marjorie Burke und Caroline Collins im Endspiel mit 3:0.

## Herren

### Platzierungsspiele
| Platzierung       | Mannschaft   | Mannschaft  | Ergebnis |
| ----------------- | ------------ | ----------- | -------- |
| Finale            | England      | Schweden    | 4:1      |
| Spiel um Platz 3  | Finnland     | Deutschland | n/A      |
| Spiel um Platz 5  | Wales        | Niederlande | n/A      |
| Spiel um Platz 7  | Irland       | Frankreich  | n/A      |
| Spiel um Platz 9  | Schweiz      | Norwegen    | n/A      |
| Spiel um Platz 11 | Österreich   | Belgien     | n/A      |
| Spiel um Platz 13 | Spanien      | Dänemark    | n/A      |
| Spiel um Platz 15 | Griechenland | Israel      | n/A      |
| Spiel um Platz 17 | Italien      | Portugal    | n/A      |
| Spiel um Platz 19 | Monaco       | Luxemburg   | n/A      |
| Spiel um Platz 21 | Andorra      | Zypern      | n/A      |

## Damen

### Platzierungsspiele
| Platzierung       | Mannschaft  | Mannschaft | Ergebnis |
| ----------------- | ----------- | ---------- | -------- |
| Finale            | England     | Irland     | 3:0      |
| Spiel um Platz 3  | Deutschland | Finnland   | n/A      |
| Spiel um Platz 5  | Wales       | Norwegen   | n/A      |
| Spiel um Platz 7  | Niederlande | Spanien    | n/A      |
| Spiel um Platz 9  | Schweden    | Frankreich | n/A      |
| Spiel um Platz 11 | Schweiz     | Belgien    | n/A      |
| Spiel um Platz 13 | Dänemark    | Österreich | n/A      |
| Spiel um Platz 15 | Italien     | Monaco     | n/A      |

## Abschlussplatzierungen

### Herren
| Rang | Mannschaft  |
| 01.  | England     |
| 02.  | Schweden    |
| 03.  | Finnland    |
| 04.  | Deutschland |
| 05.  | Wales       |
| 06.  | Niederlande |
| 07.  | Irland      |
| 08.  | Frankreich  |

| Rang | Mannschaft   |
| 09.  | Schweiz      |
| 10.  | Norwegen     |
| 11.  | Österreich   |
| 12.  | Belgien      |
| 13.  | Spanien      |
| 14.  | Dänemark     |
| 15.  | Griechenland |
| 16.  | Israel       |

| Rang | Mannschaft |
| 17.  | Italien    |
| 18.  | Portugal   |
| 19.  | Monaco     |
| 20.  | Luxemburg  |
| 21.  | Andorra    |
| 22.  | Zypern     |

### Damen
| Rang | Mannschaft  |
| 01.  | England     |
| 02.  | Irland      |
| 03.  | Deutschland |
| 04.  | Finnland    |
| 05.  | Wales       |
| 06.  | Norwegen    |
| 07.  | Niederlande |
| 08.  | Spanien     |

| Rang | Mannschaft |
| 09.  | Schweden   |
| 10.  | Frankreich |
| 11.  | Schweiz    |
| 12.  | Belgien    |
| 13.  | Dänemark   |
| 14.  | Österreich |
| 15.  | Italien    |
| 16.  | Monaco     |